# Orangelilja
Orangelilja (Lilium henryi) är en art i familjen liljeväxter. Förekommer i centrala Kina på bergssluttningar, 700-1000 m. Blommar i juli-augusti.
Flerårig ört med lök, 100-200 cm. Lök klotformad, ca 10 cm i diameter, med vita lökfjäll. Bildar stjälkrötter och stjälken är ofta tonad i purpurbrunt. Blad stödda, de övre kortare och äggrunda 2-4 × 1,5-2,5 cm, de undre lansettlika 7,5-15 × ca 2,5 cm.
Blommor 2-12 (-70) i en klase, nickande, till 12 cm i diameter. Kalkblad tillbakarullade, orange eller gula, med få svarta prickar och med vårtor och flikar. Nektarier gröna till mörkgröna. Frökapsel av lång ca 40 × 30 mm.
Två varieteter med tveksamt botaniskt värde:
- var. henryi - blommor orange.
- var. citrinum Wallace, 1936 - blommor citrongula.

Lilium rosthornii skiljer sig enbart genom bredare blad, blommor med färre fläckar och kortare fruktkapslar. 

## Sorter och hybrider
Arten har använts i stor omfattning i liljeförädlingen.
Lilium ×aurelianense Debras - samlingsnamn för korsningar mellan orangelilja och sargentlilja. Sorter av den här hybriden förs till kejsarliljor.

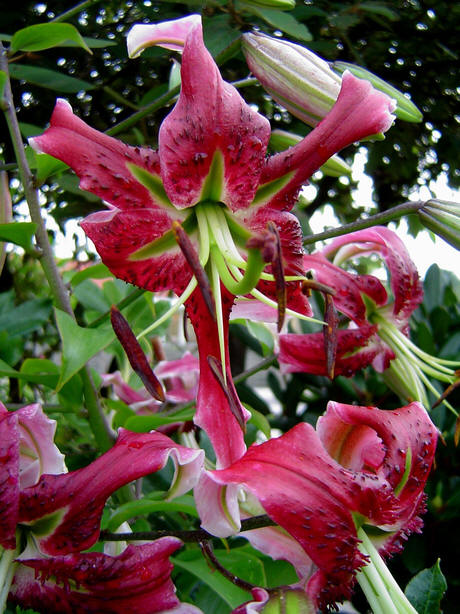
'Black Beauty'

L. 'Black Beauty' 1957. Orangelilja (L. henryi) × praktlilja (L. speciosum). En historisk sort som var startskottet för förädlingen med orientliljorna.
- Wikimedia Commons har media som rör Orangelilja.